# КАВКАЗ.РФ
АО «КАВКАЗ.РФ» (до ноября 2014 г. — ОАО «Курорты Северного Кавказа») — российская компания, созданная в соответствии с постановлением Правительства Российской Федерации от 14 октября 2010 г. № 833 для управления туристско-рекреационными особыми экономическими зонами в составе туристического кластера в Северо-Кавказском федеральном округе (туристический кластер).
Полное фирменное наименование — Акционерное общество «КАВКАЗ.РФ».

## История
АО «Курорты Северного Кавказа» было создано 2 декабря 2010 г. в соответствии с постановлением правительства Российской Федерации от 14 октября 2010 г. № 833 «О создании туристического кластера в Северо-Кавказском федеральном округе, Краснодарском крае и Республике Адыгея» для управления особыми экономическими зонами туристско-рекреационного типа на территориях:
- Зеленчукского района Карачаево-Черкесской Республики;
- Апшеронского района Краснодарского края и Майкопского района Республики Адыгея;
- Черекского, Чегемского и Эльбрусского районов Кабардино-Балкарской Республики;
- Алагирского и Ирафского районов Республики Северная Осетия — Алания;
- Хунзахского района Республики Дагестан.

Согласно постановлению правительства Российской Федерации № 1195 от 29 декабря 2011 г. «Об особых экономических зонах в Северо-Кавказском федеральном округе», туристско-рекреационная особая экономическая зона была также создана на территории Джейрахского и Сунженского районов Республики Ингушетия, а границы созданных ранее ОЭЗ расширены за счёт:
- Урупского района Карачаево-Черкесской Республики;
- Зольского района Кабардино-Балкарской Республики;
- Дербентского, Карабудахкентского, Каякентского и Магарамкентского районов Республики Дагестан.

Постановлением Правительства Российской Федерации № 982 от 26 сентября 2012 г. «О внесении изменений в постановления Правительства Российской Федерации от 14 октября 2010 г. № 833 и от 29 декабря 2011 г. № 1195» все созданные ОЭЗ объединены в туристический кластер.
27 декабря 2012 года было принято Постановление правительства Российской Федерации № 1434 «О включении особой экономической зоны туристско-рекреационного типа на территории Ставропольского края в состав туристического кластера».
3 октября 2013 года., в соответствии с Постановлением правительства Российской Федерации № 865, туристско-рекреационная ОЭЗ была создана на территории Итум-Калинского муниципального района Чеченской Республики и включена в состав туристического кластера.
Постановлениями Правительства Российской Федерации № 978 от 28 сентября 2016 г. и № 980 от 29 сентября 2016 г. досрочно прекращено существование особых экономических зон в Ставропольском крае, Краснодарском крае, Республике Адыгея и Республике Северная Осетия — Алания, входивших ранее в состав туристического кластера под управлением АО «КСК». Также уменьшена территория ОЭЗ в Кабардино-Балкарской Республике за счёт исключения из состава ОЭЗ Черекского и Чегемского районов республики.

## Актуальный статус
По состоянию на октябрь 2016 г. проект туристического кластера под управлением АО «КСК» включает в себя шесть всесезонных туристско-рекреационных комплексов и один прибрежный кластер:
- «Армхи» и «Цори» (ОЭЗ на территории Джейрахского и Сунженского муниципальных районов Республики Ингушетия);
- «Архыз» (ОЭЗ на территории Зеленчукского и Урупского муниципальных районов Карачаево-Черкесской Республики);
- «Ведучи» (ОЭЗ на территории Итум-Калинского муниципального района Чеченской Республики);
- Каспийский прибрежный кластер (ОЭЗ на территории муниципальных образований «Дербентский район», «Карабудахкентский район», «Каякентский район» и «Магарамкентский район» Республики Дагестан)
- «Матлас» (ОЭЗ на территории муниципального образования «Хунзахский район», Республики Дагестан);
- «Эльбрус» (ОЭЗ на территории Эльбрусского и Зольского муниципальных районов Кабардино-Балкарской Республики).

## Приоритетные площадки
В декабре 2014 года была утверждёна стратегия развития АО "КСК до 2025 года. В ней предусмотрены сценарии развития туристического кластера, сделанные на основе анализа ключевых возможностей и рисков. Стратегия развития разделяет деятельность АО «КСК» по реализации проекта на два этапа. На первом этапе планируется создание эталонных курортов в рамках развития наиболее перспективных площадок: ВТРК (всесезонный туристско-рекреационный комплекс) «Архыз», ВТРК «Эльбрус» и ВТРК «Ведучи». В рамках второго этапа предполагается эксплуатация курортов, созданных на первом этапе, и последовательное строительство других курортов туристического кластера.
- Архыз (Зеленчукский и Урупский районы Карачаево-Черкесской Республики)

Курорт был запущен в тестовую эксплуатацию 21 декабря 2013 года. За первый сезон его посетили свыше 35 тысяч туристов.
В данный момент «Архыз» включает в себя две туристические деревни: Романтик и Лунная поляна.
Горнолыжная инфраструктура курорта представлена семью трассами общей протяжённостью 14,8 км всех категорий сложности. Подъем к верхним точкам трасс (высочайшая — на отметке 2240 м) обеспечивают три подъемника — гондольный и два кресельных. Они способны обслуживать до 6600 пассажиров в час. Действуют системы искусственного оснежения склонов, система освещения трасс для организации вечернего катания. Работает детский конвейерный подъемник SunKid и ледовый каток под открытым небом.
В двух туристических деревнях курорта открыты четыре отеля: «Романтик-1», «Романтик-2», «Вертикаль» и «Аллюр» общим фондом 508 мест размещения.
В декабре 2013 года на курорте «Архыз» был зарегистрирован первый резидент особой экономической зоны — ООО «Архыз-1650». Позже данный курорт передан в правление другой компании. в 2023 году АО «КАВКАЗ.РФ» продал курорт краснодарской ООО «Горные вершины»
- Эльбрус (Зольский и Эльбрусский районы Кабардино-Балкарской Республики).

Горный район Приэльбрусье в Кабардино-Балкарской Республике c 1950-х годов является популярным местом среди российских и зарубежных горнолыжников, а также альпинистов, которых интересует восхождение на вершину горы Эльбрус, считающейся самой высокой горной вершиной России и Европы.
Модернизация курорта и приведение горнолыжной инфраструктуры в соответствие с современными стандартами была начата под управлением АО «КСК» в 2014 году. Первоочерёдные меры, реализованные в рамках обустройства горнолыжных трасс к сезону 2014/2015 гг., включали выравнивание зон катания, демонтаж старых сооружений и конструкций, создание дренажных каналов на склонах, расширение действующих трасс и установку дополнительных заградительных элементов. Результатом данной работы стало резкое увеличение туристического потока в Приэльбрусье: в течение зимнего сезона 2014/2015 гг. здесь было продано 140 тысяч ски-пассов — больше, чем за весь 2014 год. Итоги социологического опроса, проведённого АО «КСК» в Приэльбрусье в феврале 2015 года, показали, что 94 % респондентов хотят вернуться на курорт в будущем сезоне.
В 2015 году АО «КСК» инвестировало в дальнейшее обновление популярного курорта порядка одного млрд рублей. Средства были направлены на строительство третьей очереди канатной дороги «Станция Мир» — «Станция Гара-Баши» до отметки 3 847 метров, прокладку и обустройство трасс. Канатная дорога на Эльбрусе стала самой высокогорной, не имеющей аналогов в России и в Европе; подъёмник также обеспечивает свободный доступ к самой высокой в Европе зоне катания. В 2016 году третья очередь канатной дороги от «Станции Мир» до «Станции Гара-Баши» была включена в «Книгу рекордов России» как «Самая высокая канатная дорога в России».
Проект комплексного развития ВТРК «Эльбрус» в дальнейшем предусматривает благоустройство поляны Азау для обеспечения комфортного и безопасного пребывания туристов в зоне выката. Запланировано строительство дополнительных мест размещения и технических помещений, выделение пространства под парковку автотранспорта туристов, создание зоны обслуживания отдыхающих, а также условий для развития пунктов питания, проката и первой помощи.
- Ведучи (Итум-Калинский район Чеченской Республики);

Всесезонный туристско-рекреационный комплекс «Ведучи» займёт порядка 1 500 гектаров Итум-Калинского района в долине реки Хачарой-Экх. Проект развития курорта предполагает строительство 15 горнолыжных трасс протяжённостью 15,5 км, 8 подъёмников, гостиничного комплекса и посёлка шале, сервисных центров, горнолыжной школы, пунктов проката и обслуживания, ресторанов и кафе. При выходе на полную проектную мощность пропускная способность курорта составит 4 800 человек в день.
В настоящее время на территории ОЭЗ «Ведучи», где развивается курорт, зарегистрирован один резидент — якорный инвестор ООО «Ведучи», получивший статус резидента ОЭЗ в апреле 2014 года.
АО «КСК», как управляющая компания, возьмёт на себя строительство инженерной и горнолыжной инфраструктуры курорта (канатные дороги, горнолыжные трассы и т. д.), ООО «Ведучи» создаст объекты коммерческой инфраструктуры, правительство Чеченской Республики обеспечит строительство объектов внешней инфраструктуры до площадки курорта.
В июне 2014 года Минэкономразвития России передало АО «Курорты Северного Кавказа» полномочия по управлению и распоряжению земельными участками в Итум-Калинском районе Чеченской Республики в границах ОЭЗ «Ведучи». Тогда же был утверждён проект планировки территории туристско-рекреационной ОЭЗ «Ведучи».
В апреле 2016 года был утверждён график выполнения работ по строительству ВТРК «Ведучи».
26 января 2018 года состоялось торжественное открытие курорта.

## Собственники
Акционерами АО «КСК» являются:
- Открытое акционерное общество «Особые экономические зоны» — 98,2666 % акций;
- Государственная корпорация «Банк развития и внешнеэкономической деятельности (Внешэкономбанк)» — 1,4858 %;
- Публичное акционерное общество «Сбербанк России» — 0,2476 %.

На момент создания компании был сформирован уставной капитал в размере 5,35 млрд рублей.
Зарегистрированный уставной капитал составляет 21 млрд 191 млн руб. (по состоянию на февраль 2014 года).

## Руководство
Высшим органом управления «Курортов Северного Кавказа» является собрание акционеров. Непосредственно собранию акционеров подчиняется Совет директоров, который осуществляет общее руководство, и правление, которое имеет функции исполнительного органа.
С момента создания ОАО «Курорты Северного Кавказа» Председателем Совета директоров являлся Ахмед Билалов. После его увольнения с этого поста в 2013 г. новым председателем совета директоров ОАО «Курорты Северного Кавказа» стал Максим Быстров, на тот момент занимавший должность заместителя полномочного представителя президента РФ в СКФО Александра Хлопонина.
В июле 2015 г. новым председателем Совета директоров ОАО «Курорты Северного Кавказа» стал Андрей Владимирович Резников, заместитель Министра Российской Федерации по делам Северного Кавказа. В сентябре 2016 г. он был переизбран председателем Совета директоров АО «КСК».
11 декабря 2017 года Первый замминистра по делам Северного Кавказа Одес Байсултанов избран председателем совета директоров АО «Курорты Северного Кавказа». В этот же день Совет директоров Акционерного общества «Курорты Северного Кавказа» одобрил назначение бывшего замглавы Минэкономразвития Кабардино-Балкарии Хасана Тимижева на должность Генерального директора компании. По состоянию на 2024 год Генеральным директором компании является Юмшанов Андрей Александрович.

## Резиденты
По данным на конец 2018 года в ОЭЗ под управлением АО «КСК» зарегистрировано 32 резидента:
- ООО «ПИКЭКСПИРИЕНС» — пункты проката спортивного инвентаря и службы инструкторов, организация летних досуговых мероприятий на курорте.
- ООО «ВЕРШИНА» — туристическая база «Чеченски» с пунктами проката горнолыжного инвентаря, горных велосипедов, экскурсионным бюро и хостелом.
- ООО «ПИК» — гостиничный комплекс 3* «Эдельвейс» на 86 номеров со встроенным рестораном, лобби- и караоке-барами, развлекательно-оздоровительной зоной.
- ООО «АРС ДЕВЕЛОПМЕНТ» — гостиница 5* Arkhyz Royal Resort & Spa на 215 мест размещения с рестораном «Гризайль» и спа-комплексом «Термаль» и апарт-отель на 300 мест размещения.
- ООО «АРХЫЗ-1650» — два комфортабельных отеля категорий 3*, многофункциональный спортивный комплекс. В структуру комплекса помимо жилых корпусов входит ресторан, лобби-бар, медицинский центр «Шалфей» и wellness зона.
- ООО «ГОРНЫЙ КРИСТАЛЛ» — кафе «Ширм-бар» на 64 посадочных места и кафе у сервис-центра курорта «Архыз» на 80 посадочных мест. Коттеджный посёлок, состоящий из 19 коттеджей для единовременного размещения 88 отдыхающих, кафе, трех саун и сервис-центра. Арендуемые объекты общественного питания: ресторан «Ледник», бистро «Иней», ресторан «Лунка».

## Показатели эффективности
В рамках международной выставки оборудования для горнолыжной индустрии и благоустройства горнолыжных курортов Mountain Planet во Франции АО «Курорты Северного Кавказа» стало первой в России компанией, получившей международную премию «Mountain Planet Awards», а также было признано «Лучшей российской компанией в сфере развития горнолыжного туризма».
В конце 2018 года две горнолыжные трассы курорта «Архыз» были включены во Всероссийский реестр объектов спорта и сертифицированы для проведения международных соревнований, а в рамках Национальной спортивной премии за 2018 год, учрежденной министерством спорта РФ, «Архыз» был признан лучшим объектом спорта в номинации «Спортивный объект России».

## В филателии

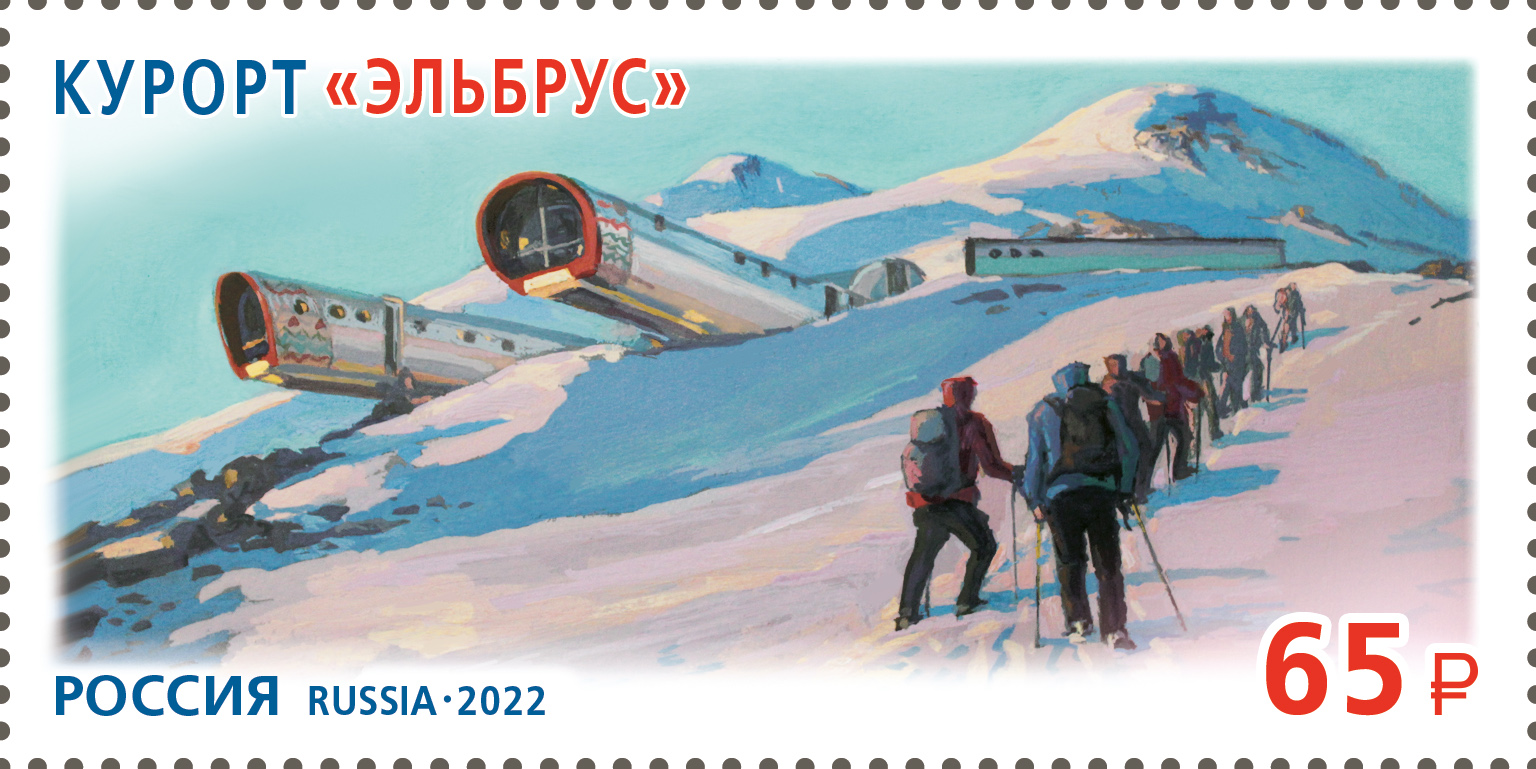
Почтовая марка 2022 год. Курорты Северного Кавказа. Курорт «Эльбрус»
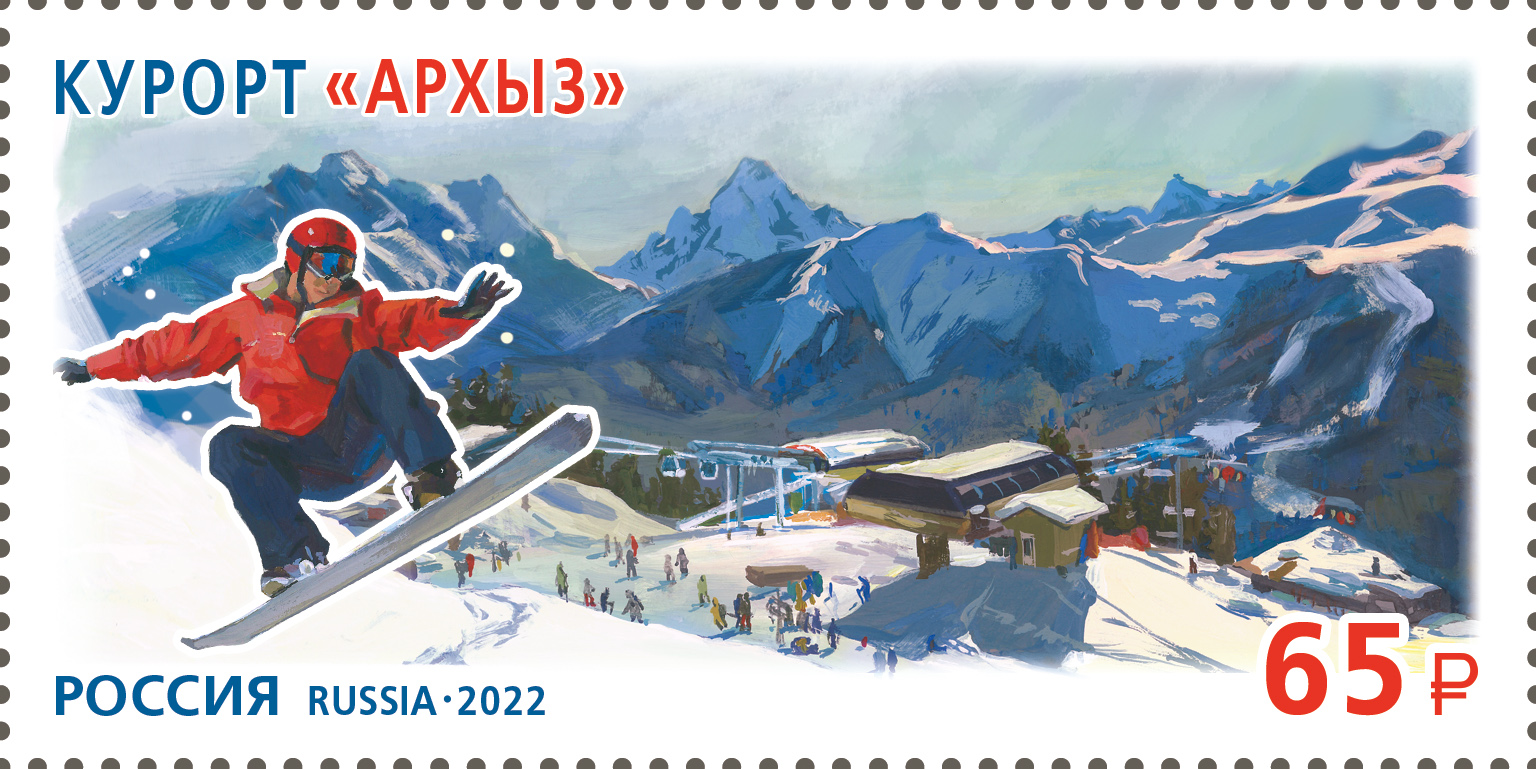
Почтовая марка 2022 год. Курорты Северного Кавказа. Курорт «Архыз»
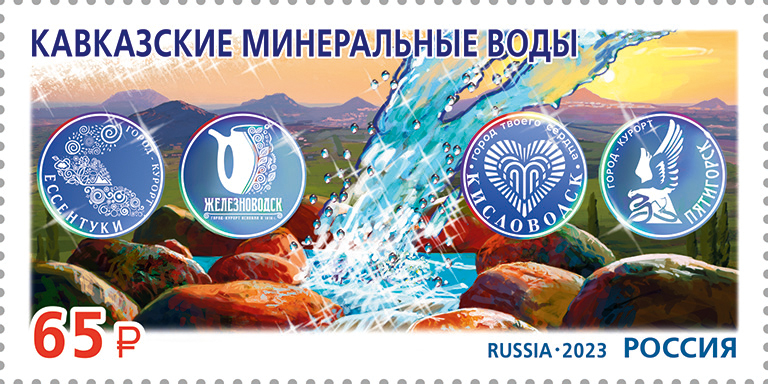
Почтовая марка 2023 год. Курорты Северного Кавказа. Кавказские Минеральные Воды
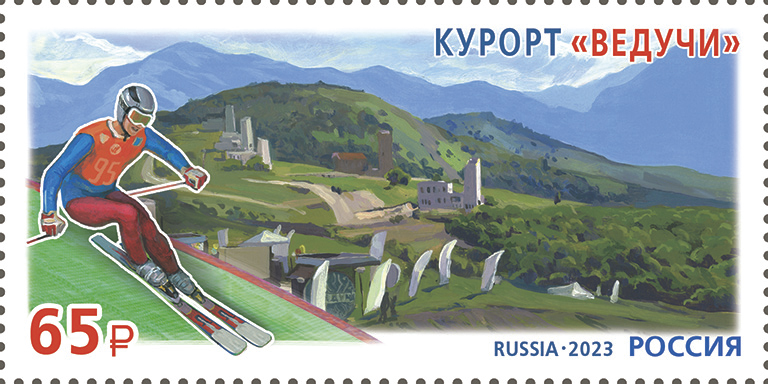
Почтовая марка 2023 год. Курорты Северного Кавказа. Курорт «Ведучи»